# Los feos
Los feos (en inglés: Uglies) es una película de acción de ciencia ficción estadounidense dirigida por McG y escrita por Jacob Forman, Vanessa Taylor y Whit Anderson, protagonizada por Joey King, Keith Powers, Chase Stokes, Brianne Tju y Laverne Cox, entre otros. Está basada en la novela del mismo nombre, escrita por Scott Westerfeld, y la trama se centra en una futura sociedad distópica post-apocalíptica.
Los feos fue lanzada en Netflix el 13 de septiembre de 2024.

## Trama
En el futuro, el mundo ha caído en el caos después de agotar todos los recursos naturales. Para mantener viva a la humanidad, los científicos primero crean orquídeas genéticamente modificadas que son una nueva fuente de energía y, segundo, un procedimiento quirúrgico para embellecer a las personas; de esta manera, la perfección de todos no provocará más caos. La cirugía se realiza a los «Feos» cuando tienen 16 años, antes de permitirles viajar a la Ciudad donde se produce la celebración como los «Perfectos».
Tally y su mejor amigo Peris son Feos, pero Peris, que es 3 meses mayor, se va primero a la cirugía. Le promete a Tally seguir siendo la misma persona y que se volverán a encontrar. Sin embargo, cuando Tally escapa para verlo, se sorprende por su apariencia y su personalidad diferente. Después de escapar de Wardons y regresar a los dormitorios de los Feos, se hace amiga de Shay, una Fea rebelde que predica sobre «El Humo», una tierra con libertad y naturaleza.
Rápidamente se acercan y Shay le dice a Tally que The Smoke es real, al igual que su líder David. Ella invita a Tally a unirse a ella y saltarse la cirugía, pero Tally teme esto y no va con ella. En su cumpleaños número 16, le niegan el procedimiento hasta que le dice al Dr. Cable, el líder de operaciones, dónde está Shay. Le dicen que David es peligroso y que lastimará a Shay, y que también está construyendo un arma. Tally es enviada como espía a «El Humo», se reúne con Shay y conoce a David.
A medida que comienza a acercarse a David, él y su familia revelan la verdad sobre las cirugías: limitan la capacidad del cerebro humano para poder controlar fácilmente a los Perfectos. A unos pocos seleccionados se les da una cura para convertirse en los científicos que rodean todo el plan, que eran los padres de David, hasta que descubrieron la verdad y huyeron. Desde entonces, han estado trabajando para desarrollar ellos mismos la cura. Tally también descubre que la fuente de energía de las orquídeas es tóxica para la naturaleza y por eso los rebeldes de The Smoke les prendieron fuego para acabar con ellas. Tally y David comparten un momento juntos y ella arroja su rastreador al fuego después de renunciar al sistema y convertirse en perfección.
Su rastreador todavía señala al Dr. Cable, quien llega con tropas para reunir a los rebeldes. Después de que Peris, que fue modificado para ser un soldado casi invencible, mata al padre de David, se revela como una traidora. Ella y David escapan y ella lo convence de que la lleve con él para liberar a los rebeldes capturados.
Al llegar, todos son liberados, excepto Shay, quien ya se sometió a su procedimiento. Completamente cambiada y ajena a su causa anterior, la llevan con los rebeldes a un lugar seguro después de que la madre de David roba la última pieza de su curación. Sin embargo, ella no quiere administrarle la cura a Shay debido a que Shay no está dispuesta.
Tally se ofrece voluntaria para someterse a la cirugía y probar la cura, y les dice que no permitirá que ser Perfecta cambie su impulso por la justicia. Se despide de David y sus amigos.
La película termina mostrando a Tally como Perfecta viviendo en la ciudad, pero también muestra que cumplió su promesa y no le lavaron el cerebro después de que la cicatriz de su infancia permanece sin cambios tras la cirugía.

## Reparto
- Joey King como Tally Youngblood
  - Sarah Vattano como Tally de joven
- Keith Powers como David
- Chase Stokes como Peris
  - Ashton Essex Bright como Peris de joven
- Brianne Tju como Shay
- Laverne Cox como Dr. Cable
- Charmie Lee como Maddy
- Jay DeVon Johnson como Az
- Jan Luis Castellanos como Croy

## Producción
En 2006, se anunció que una adaptación cinematográfica de Traición estaba en desarrollo cuando 20th Century Fox compró los derechos cinematográficos de la novela, con John Davis como productor.En septiembre de 2020, el proyecto volvió a desarrollarse con Joey King firmando para protagonizar el papel principal de Tally Youngblood y servir como productora ejecutiva de la película. King firmó el proyecto, después de haber sido un fan de las novelas de Traición.
McG firmó para dirigir, mientras que Krista Vernoff fue contratada para escribir el guion. John Davis, Jordan Davis, Robyn Meisinger, Dan Spilo, McG y Mary Viola produjeron. El proyecto es una producción de empresa conjunta entre Davis Entertainment Company, Anonymous Content, Industry Entertainment y Wonderland Sound and Vision.Más tarde ese mismo año, Keith Powers, Brianne Tju, Chase Stokes y Laverne Cox se unieron al elenco secundario.En febrero de 2022, King reveló que la producción ya había terminado y que había tenido lugar en Atlanta en diciembre de 2021.

## Lanzamiento
Los feos se estrenó en Netflix el 13 de septiembre de 2024.

## Recepción
En el sitio web del agregador de reseñas Rotten Tomatoes, el 20% de las reseñas de 25 críticos son positivas, con una calificación promedio de 3,3/10. El consenso del sitio web dice: «Lo que cuenta es lo que hay en el interior, pero desafortunadamente Uglies tampoco tiene mucho que hacer allí».Metacritic, que utiliza un promedio ponderado, asignó a la película una puntuación de 34 sobre 100, basado en 12 críticas, que indican críticas «generalmente desfavorables».